# عبد الحميد الشيخ علي
عبد الحميد ملا أحمد الشيخ علي، (1889-1939)، قاضي عراقي، شغل منصب قاضي بغداد الأول في عهد المملكة العراقية.

## الولادة والنشأة
ولد عبد الحميد ملا أحمد الشيخ علي عام 1306هـ/ 1889م، لعائلة عربية من عشيرة العبيد وهي من القبائل العربية المشهورة في العراق والى فخد البوهيازع منها. وشغل أخوه محمود الشيخ علي منصب مدير الأملاك السنية في لوائي كربلاء والحلة. والشيخ عبد الحميد هو عم الوزير في حركة الدفاع الوطني في حكومة رشيد عالي الكيلاني المحامي علي محمود الشيخ علي.، ومن أولادهِ الاستاذ إسماعيل عبد الحميد الذي كان سياسيا ورجل أعمال معروف.
وترتبط أسرته بأواصر المصاهرة مع أسرة الشيخ داود السعدي وأسرة الديملاني، وكان مجلس الأسرة ينعقد في بيت الأديب السيد محمود أفندي والد الوزير علي محمود الشيخ علي، وهو من اعيان بغداد.

## نشاته وحياته العملية
سكنت اسرة الشيخ عبد الحميد جانب الكرخ من بغداد، وقد درس القانون في إسطنبول، واتقن اللغة التركية مع اللغتين العربية والإنكليزية. وكان معهُ في الدراسة صديقه المقرب القاضي المعروف نوري القاضي (أبو نزار) مدير الأوقاف العام في عهد الملك فيصل الأول.
وكان الشيخ عبد الحميد قاضياً حازماً ونزيهاً وعرف بين العلماء والقضاة والحكام بهده الصفة الحميدة. تخرج على يد الشيخ السيد يوسف العطا مفتي بغداد وأجازه إجازة عامة، (وبعدها نال شهادة الحقوق)، وقد كتب الإجازة إبراهيم الدروبي الخطاط المعروف، ومؤلف كتاب البغداديون أخبارهم ومجالسهم وذكر الدروبي سيرة المجلس في كتابهِ.

## المناصب والأعمال
شغل عدة مناصب قضائية في لواء العمارة، وفي دير الزور في عهد الدولة العثمانية وفي بداية العهد الملكي، وقد شهد الإبادة الجماعية للأرمن بين عامي 1916-1917.
وشغل لعدة سنوات منصب قاضي بغداد الأول وقام بنفسهِ بكتابة عقد قران الملك غازي على عالية بنت علي في تاريخ 25 كانون الثاني 1934.

## وفاته
توفي في بغداد في عام 1357 هـ/1939م، بسبب نوبة داء السكري عن عمر يناهز الخمسين عاماً.